# لاندس‌بانک بادن-وورتمبرگ

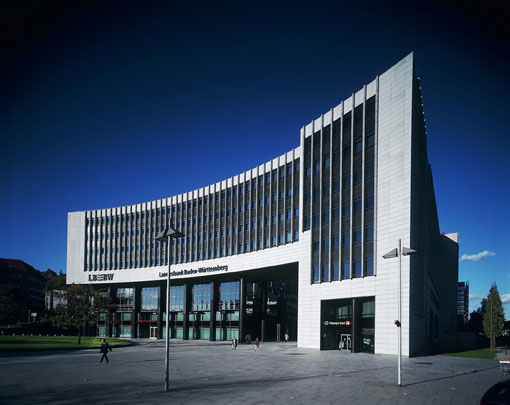
ساختمان مرکزی لاندس‌بانک بادن-وورتمبرگ، اشتوتگارت

لاندس‌بانک بادن-وورتمبرگ (به آلمانی: Landesbank Baden-Württemberg) شرکت خدمات مالی و بانکداری آلمانی است، که طیف وسیعی از خدمات بانکی شامل: بانکداری خرد، بانکداری اختصاصی، بانکداری شرکتی، بانکداری سرمایه‌گذاری و مدیریت دارایی را ارائه می‌نماید. این بانک، یک مؤسسه عمومی (به آلمانی: Anstalt des öffentlichen Rechts) است.
لاندس‌بانک بادن-وورتمبرگ در سال ۱۹۹۹ از ادغام بانک‌های سودوست ال ب، لاندس‌ژیروکاسه و بخش بانکداری شرکتی اِل-بانک راه‌اندازی شد. شعبه مرکزی این بانک در شهر اشتوتگارت آلمان قرار دارد.